# Gesac
La Gesac S.p.a., acronimo di Gestione Servizi Aeroporti Campani, è la società per azione che gestisce il sistema aeroportuale campano integrato dell'aeroporto internazionale di Napoli e dell'aeroporto di Salerno-Pontecagnano.

## Storia
Fu fondata nel 1980 in partenariato tra il comune di Napoli, l'allora provincia di Napoli e l'Alitalia. Nel 1997 l'azionista di maggioranza diventa la British Airports Authority (BAA) che ne acquisisce il 70% dalle azioni pubbliche, avviando la privatizzazione.
Nel 2003 la società ottiene la concessione de servizi aeroportuali di Napoli, rinnovata nel 2019 per ulteriori quarant'anni con quelli di Salerno.
Nel dicembre 2010 il fondo F2i SGR diventa l'azionista di maggioranza. Dal 2015 la società prende la denominazione di 2i Aeroporti con la partecipazione di Crédit Agricole e la società d'investimento Ardian, azionisti della società capofila.
Nel 2019 la Gesac acquisisce tramite fusione per incorporazione la società Aeroporto di Salerno S.p.a., ottenendo così la gestione dei servizi degli scali campani in modo integrato.
Nel 2018 una conferenza dei servizi approva la riqualificazione dell'Aeroporto di Salerno tramite un masterplan che ne consentirà la piena operatività dal 2026. Quest'ultimo ha aperto al traffico aereo internazionale nel luglio 2024.

### Azionariato
- 2i Aeroporti S.p.A. - 83,125%
- Città metropolitana di Napoli - 11,875%
- Consorzio Aeroporto Salerno Pontecagnano S.c.a.r.l. - 5%